# Michel Rasquin
Michel Rasquin (Pétange, 19 settembre 1899 – Bruxelles, 27 aprile 1958) è stato un politico e giornalista lussemburghese, esponente del Partito Operaio Socialista Lussemburghese.
È stato ministro e commissario europeo.
Rasquin lavorò come giornalista presso il quotidiano Escher Tageblatt e la rivista Vérité.

## Carriera politica
Nel 1945 venne eletto segretario del Partito Operaio Socialista Lussemburghese, lo rimase fino al 1951.
Dal dicembre 1945 al luglio 1948 fu membro del Consiglio di Stato. Nel 1948 venne eletto membro della Camera dei deputati. Dal 1949 al 1951 fu borgomastro di Esch-sur-Alzette.
Rasquin fu tra i fondatori del Movimento europeo in Lussemburgo e del Movimento per gli Stati uniti socialisti d'Europa. Nel 1949 si dimise dalla presidenza di quest'ultimo, in polemica con l'accettazione da parte del Movimento europeo di una donazione dal Comitato americano per l'Europa unita.
Nel luglio 1951 fu nominato ministro dell'economia e della ricostruzione. Mantenne l'incarico fino alla fine del 1957, nell'ambito dei governi guidati da Pierre Dupong e Joseph Bech.
Il 1º gennaio 1958 Rasquin entrò in carica come commissario europeo per i trasporti nell'ambito della Commissione Hallstein I. L'esperienza presso la commissione della CEE fu però breve, dato che Rasquin morì il 27 aprile 1958. Era già malato quando venne nominato commissario. Rasquin fu il primo commissario europeo del Lussemburgo, il primo commissario europeo per i trasporti ed il primo commissario europeo che morì durante lo svolgimento dell'incarico.